# Hlavatce (district de České Budějovice)
Pour les articles homonymes, voir Hlavatce.
Hlavatce  (en allemand : Hlawatetz) est une commune du district de České Budějovice, dans la région de Bohême-du-Sud, en République tchèque. Sa population s'élevait à 147 habitants en 2023.

## Géographie
Hlavatce se trouve à 8 km à l'ouest du centre de Zliv, à 19 km au nord-ouest de České Budějovice et à 113 km au sud de Prague.
La commune est limitée par Sedlec au nord et à l'est, par Mahouš au sud, et par Olšovice à l'ouest.

## Histoire
La première mention écrite du village date de 1379.

## Transports
Par la route, Hlavatce se trouve à 11 km de Zliv, à 22 km de České Budějovice et à 143 km de Prague.